# Olena Verbinska
Olena Verbinska (26 maggio 2008) è una nuotatrice artistica canadese.

## Palmarès

### Coppa del Mondo
- 2 podi:
  - 1 secondo posto (1 nella gara a squadre)
  - 1 terzo posto (1 nella gara a squadre)